# Fala powodziowa

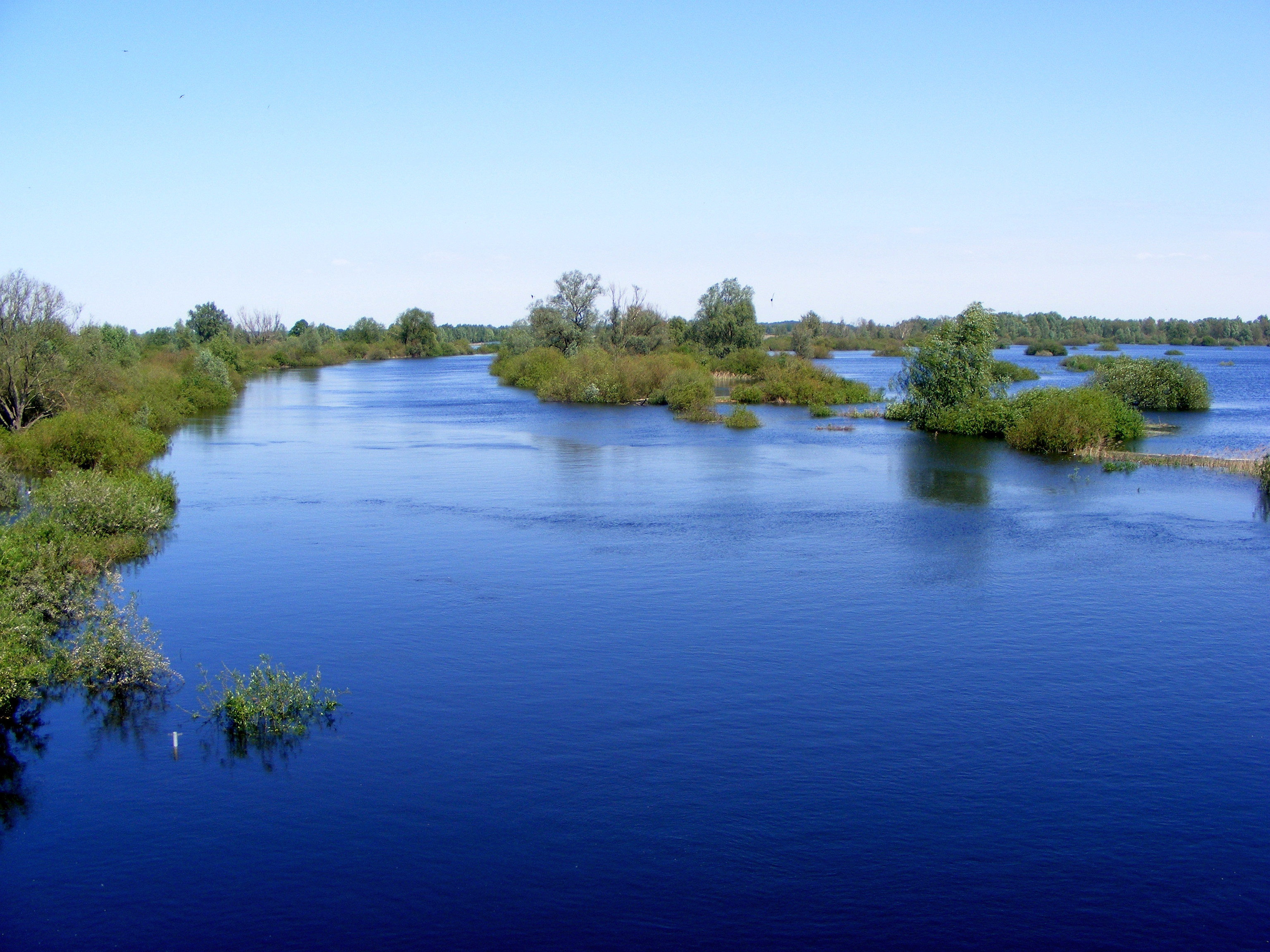
Fala powodziowa na Noteci w 2010 r. Widok z mostu w Santoku

Fala powodziowa – przejściowe zjawisko hydrologiczne powstające w naturalnych ciekach wodnych, zbiornikach wodnych, kanałach lub na morzu w wyniku nagłego spływu dużych mas wody opadowej, lub roztopowej,  masa wodna tworzy wysoki stan poziomu wody w kształcie wału przesuwającego się wzdłuż cieku wodnego, stwarzając potencjalne zagrożenie powodziowe.